# Hanazono Kintetsu Liners
Maillots
Dernière mise à jour : 24 octobre 2015.
Hanazono Kintetsu Liners (花園近鉄ライナーズ, Hanazono Kintetsu Raināzu) est un club japonais de rugby à XV, basé à Higashiōsaka dans la préfecture d'Osaka, qui évolue en League One.

## Historique
Kintetsu est l’un des premiers clubs corporatifs du Japon. Créé en 1929 comme équipe de la société ferroviaire Osaka Electric Railway, qui change de nom en 1944 et devient Kinki Nippon Tetsudō Kabushiki-gaisha, ou Kintetsu, il devient l’un des principaux clubs du pays dans les années 1950 et 1960. Il remporte ainsi à huit reprises le prestigieux tournoi des sociétés, ainsi que le All Japan Rugby Football Championship, tournoi mêlant les universités et les clubs corporatifs. Il fait aussi partie des 12 clubs fondateurs de la Top League, ligue professionnelle lancée en 2004 — c'est à cette occasion que le club prend le surnom de Liners. Relégué dès 2005, le club remonte en 2008, mais demeure pour l’instant un club de milieu de tableau.
En 2022, à la suite des changements opérés dans le championnat du Japon, l'équipe est renommée Hanazono Kintetsu Liners.

## Palmarès
- Tournoi national des sociétés :
  - Vainqueur (8) : 1953, 1956, 1957, 1961, 1966, 1967, 1969, 1974
  - Finaliste (9): 1948, 1951, 1955, 1958, 1959, 1960, 1963, 1965, 1973

- All Japan Rugby Football Championship : 
  - Vainqueur (3) : 1967, 1968, 1975
  - Finaliste (2): 1962 (NHK Cup), 1964

### Effectif 2021
L'effectif de Kintetsu Liners pour la saison 2021 est le suivant :
 (c) pour le capitaine, Gras pour un joueur international

## Personnalités du club

### Anciens joueurs emblématiques
- Damian de Allende
- Rico Gear
- Leon MacDonald
- Pierre Spies
- Luke Thompson
- Luatangi Vatuvei